# Gemeinde Bistrica ob Sotli
Die Gemeinde Bistrica ob Sotli (slow.: Občina Bistrica ob Sotli) ist eine Gemeinde im südöstlichen Slowenien. Sie liegt in der historischen Region Untersteiermark und heutigen statistischen Region Posavska an der kroatischen Grenze. Bis 1999 gehörte Bistrica ob Solti zur Verbandsgemeinde Podčetrtek. Hauptort ist die Ortschaft Bistrica ob Sotli.

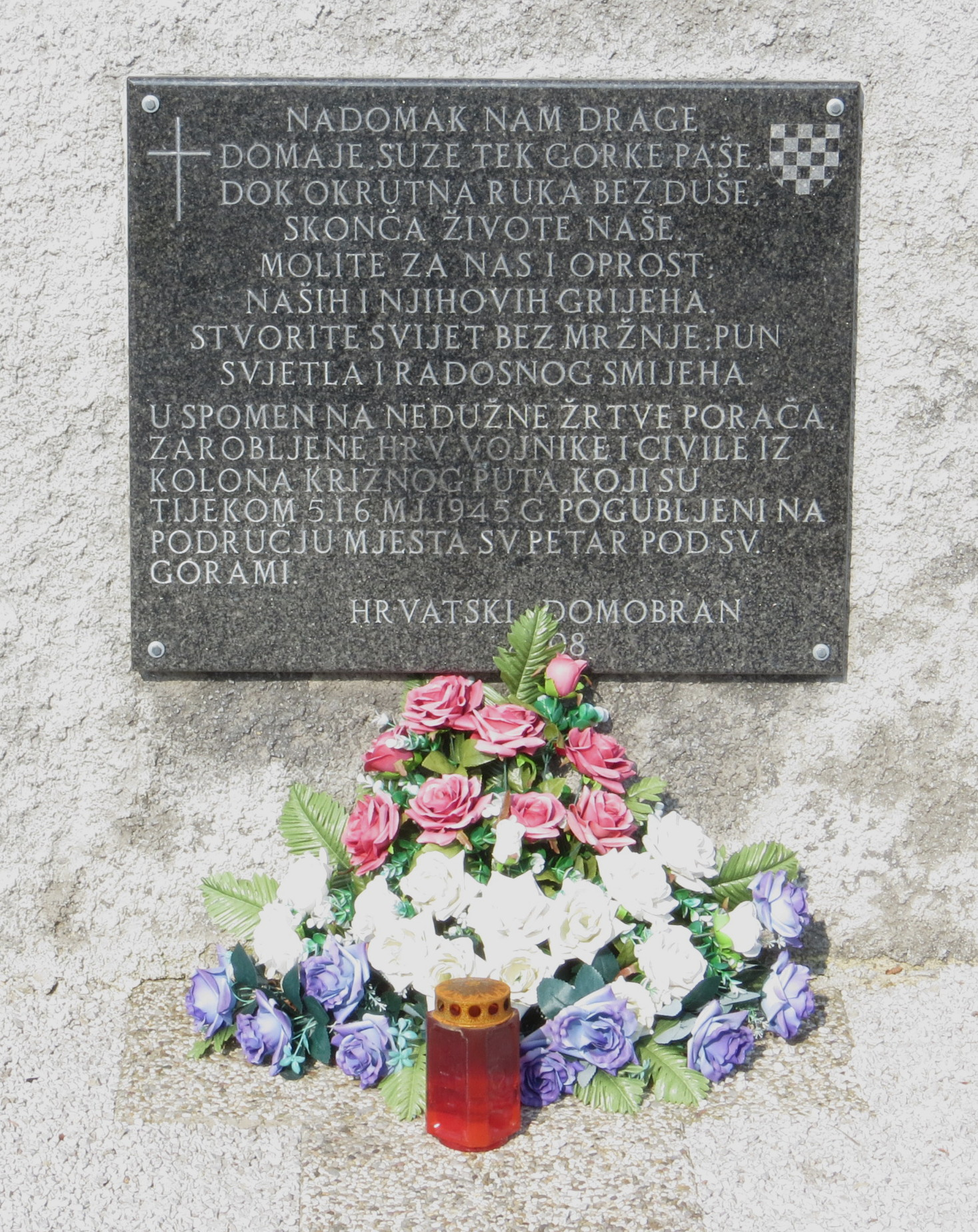
Gedenktafel für die Ermordung von etwa 1000 kroatischen Flüchtlingen in Bistrica ob Sotli im Mai 1945

## Lage
Die Gemeinde hat Anteile am Sottlatal (Sotelsko) mit seinen angrenzenden Weinhügeln Križan vrh (444 m. i. J.), Okič (312 m), Vina gora (327 m) und den östlichen Ausläufern des bewaldeten Berglandes von Drachenburg (Kozjansko) mit dem langgezogenen Bergrücken der Orlica, Denžičev breg (588 m), der steil zur Feistritz/Bistrica-Talenge (206 m) abfällt. Erhaben schaut die Marienwallfahrtskirche auf dem Heiligen Berg/Svete Gore (527 m) mit ihren vier Kapellen ins Tal der Sottla und weit ins kroatische Zagorien. Der in westöstlicher Richtung verlaufende Königsberg/Kunšperk, (597 m), trägt auf einem Bergsporn die steinernen Reste der bereits im Hochmittelalter als Grenzfestung errichteten gleichnamigen Burg.
Das Gemeindegebiet erstreckt sich über eine Fläche von 31,14 km² und grenzt im Nordwesten an die Gemeinde Podčetrtek/Windischlandsberg, im Norden und Osten an Kroatien, im Süden an die Gemeinde Brežice/Rann und im Südwesten und Westen an die Gemeinde Kozje/Drachenburg. 

## Ortschaften der Gesamtgemeinde
Die Gemeinde setzt sich aus folgenden elf Ortschaften zusammen. In Klammer sind die deutschen Ortsnamen aus der Zeit vor 1918 angegeben.
- Bistrica ob Sotli (St. Peter bei Königsberg)
- Dekmanca (Deckmannsdorf)
- Črešnjevec ob Bistrici (Kerschdorf)
- Hrastje ob Bistrici (Hrastje)
- Križan Vrh (Krischanverh, 1943–1945 Kristanberg)
- Kunšperk (Königsberg)
- Ples (Plesdorf)
- Polje pri Bistrici (Felddorf)
- Srebrnik (Silberberg)
- Trebče (Trebitsch)
- Zagaj (Sagaj)

## Nachbargemeinden
| Podčetrtek | Kroatien                                    | Kroatien |
| Kozje      | Kompassrose, die auf Nachbargemeinden zeigt | Kroatien |
| Kozje      | Brežice                                     |          |

## Geschichte
Im Herbst 1941 wurde die einheimische Bevölkerung größtenteils vertrieben und Gottschee-Deutsche wurden hier angesiedelt.
In der Ortschaft Bistrica ob Sotli wurden vier Massengräber aus der Zeit unmittelbar nach dem Zweiten Weltkrieg gefunden. Im Ort Ples wurden zwei weitere Massengräber entdeckt.